# Esports aeris
Els esports aeris son aquells que tenen lloc a l'aire i cobreix una sèrie d'activitats aèries. Internacionalment estan regulats per la Fédération Aéronautique Internationale.
Les disciplines esportives que inclou són:
- Aeromodelisme
- Aerostació (globus aerostàtic)
- Ala delta
- Estels
- Paracaigudisme
- Parapent-Paramotor
- Ultralleugers
- Vol a motor
- Vol a vela
- Vol acrobàtic